# Versonnex (Haute-Savoie)
Versonnex település Franciaországban, Haute-Savoie megyében. Lakosainak száma 678 fő (2022. január 1.). Versonnex Crempigny-Bonneguête, Menthonnex-sous-Clermont, Saint-Eusèbe, Thusy és Vallières-sur-Fier községekkel határos.

## Népesség
A település népessége az elmúlt években az alábbi módon változott:
| Lakosok száma | 594  | 610  | 633  | 612  | 615  | 610  | 643  | 642  | 678  |
|               | 2013 | 2015 | 2016 | 2017 | 2018 | 2019 | 2020 | 2021 | 2022 |